# Erich Weiß (Ingenieur)
Erich Weiß (* 13. September 1939 in Halle (Saale); † 3. August 2020 in Homburg) war ein deutscher Geodät und Hochschullehrer für Bodenordnung und Bodenwirtschaft.

## Leben und Wirken
Erich Weiß studierte Geodäsie an der Rheinischen Friedrich-Wilhelms-Universität in Bonn. Das Studium schloss er 1963 mit seiner von Helmut Wolf betreuten Diplomarbeit Möglichkeiten und Grenzen der Entwicklung von Schwereanomalien in einer Potenzreihe zur Berechnung des Lotabweichungsanteils der Zentralzone um den Aufpunkt ab. Nach dem Abschluss des technischen Referendariats trat er 1966 in die Flurbereinigungsverwaltung des Landes Nordrhein-Westfalen beim Amt für Agrarordnung Bonn ein. 1968 promovierte ihn die Rheinische Friedrich-Wilhelms-Universität zum Dr.-Ing. Dissertationsthema war: Ein Beitrag zur Geometrie der Refraktion. Von 1976 bis 1988 war er Dezernent beim Landesamt für Agrarordnung Nordrhein-Westfalen und danach bis 1990 Leiter des Amtes für Agrarordnung in Siegburg. 1990 folgte er einem Ruf der Rheinischen Friedrich-Wilhelms-Universität. In der Nachfolge von Walter Seele war Weiß bis 2004 Inhaber des Lehrstuhls Bodenordnung und Bodenwirtschaft der Landwirtschaftlichen Fakultät.
Weiß widmete sich vielfältigen Forschungsthemen, darunter die Flurbereinigung, die städtebauliche Umlegung, die Grundstückswertermittlung, das Bodenrecht und die Bodenordnung sowie vermessungsgeschichtlichen Themen. Weiß war Verfasser zahlreicher Fachveröffentlichungen.

## Auswahl von Ämtern und Mitgliedschaften
- Mitglied des Umlegungsausschusses der Stadt Bornheim (1971–2009)
- Prüfer beim Oberprüfungsamt für den höheren technischen Verwaltungsdienst (1976–2007)
- Ordentliches Mitglied der Deutschen Geodätischen Kommission bei der Bayerischen Akademie der Wissenschaften (seit 1993, entpflichtet)
- Mitglied im Vorstand des Förderkreises Vermessungstechnisches Museum (1996–2017)
- Ehrenamtlicher Gutachter des Oberen Gutachterausschusses für Grundstückswerte im Land Nordrhein-Westfalen (1998–2009)

## Auswahl von Ehrungen
- Verleihung der Würde eines doctor agriculturae honoris causa durch die Agrarwissenschaftliche Fakultät der Universität Rostock (1998)
- Verleihung der Würde eines doctor scientiae technicarum honoris causa durch Senat und Rektorat der Technischen Gediminas-Universität Vilnius (2001)
- Eratosthenes-Ehrenpreis des Förderkreises Vermessungstechnisches Museum (2019)